# Комплекс Дуванске индустрије (Ниш)
Зграда Дуванске индустрије Ниш (позната у народу као Монопол) је једна од првих модернијих објеката у Нишу. Зграда је пространа са бројним отворима и симетрична са кулом у средишњем делу, у којој је смештен сатни механизам. Зграду је пројектовао професор Београдског универзитета арх. Ђорђе Мијовић у духу еклектицизма, са смиреном монументалном архитектуром упрошћених облика.
Грађена је од армираног бетона. У комплексу фабрике изграђено је укупно 27 помоћних објеката.

## Историја и изградња
Историјат настанка фабрике дувана у Нишу отпочиње 1911. године, када је на Сточном тргу требало да се гради фабричка зграда. Међутим због балканских ратова, од 1912. до 1913. године, изградња је одложена. Изградња је поново актуелна на почетку Првог светског рата у јесен 1914. године, када је Аустроугарска разарајућим гранатама бомбардовала Београд, претећи да уништи тадашњу београдску фабрику дувана. У Ниш је у октобру пренето седам преосталих машина београдске фабрике дувана, уништене аустроугарском артиљеријом. Машине су инсталиране у згради нишког Стоваришта дувана, данашњег Монопола код Старог гробља, где се пуном паром радило годину дана. Производња цигарета је прекинута октобра 1915. године, када су, због бугарског напада на Ниш, евакуисане машине према Краљеву.
По завршетку рата, фабрика дувана је обновљена у истој згради Стоваришта дувана, односно Монопола. Бугари су вратили део однетих машина, а део машина је купљен, тако да је већ 1. јуна 1919. године фабрика дувана у Нишу наставила рад. Али, стара зграда није била погодна за производњу. Морала се подићи нова. Њена изградња била је веома дуга. Земљиште је купљено 1923. године на Црвеном крсту. Новац за изградњу нове зграде одобрен је 1925, а изградња је отпочела 1926. године. Наредне, 1927. године, купљене су у Холандији, Енглеској и Немачкој машине за нову фабрику. Зграда је завршена 1928 године и у штампи је најављено пресељење. Међутим, фабрика дувана у Нишу је званично предата на употребу тек 1. маја 1930. године, а прослава освећења фабрике, уз мноштво високих званица из читаве Југославије, отпочела је 15. септембра.